# 투시
투시(透視)는 육감을 이용해 과거, 현재, 미래 등을 보는 초능력이다. 투시라고 하지만 다수의 초보자의 경우, 직접 눈으로 보는 것처럼 선명하게 보이진 않고, 무의식에서 뭔가 떠오르듯이 생각난다. 의식적인 생각과는 약간 다르며 연습함에 따라 희미하게 보이기도 하며, 꾸준히 잘 연습하면 선명하게 보이지만 상당한 노력이 필요하다.

## 투시의 종류
어느 시대를 투시하느냐에 따라 구분하기도 한다.

### 미래 투시
미래에 일어날 일을 투시하는 것으로 케찰코아틀(Quetzalcohuātl)이라는 사람은 1800년후의 미래를 투시하기도 했다. 데자뷰같은 느낌도 단순히 정보 처리 오류가 아니라 이러한 미래 투시의 영향이라는 주장도 있다.

### 과거 투시
과거에 있었던 일을 투시한다.

### 현재 투시
현재 일어나고 있는 일을 투시한다.

## 투시 연습
투시도 연습하면 의식적으로 사용할 수 있으며, 여러 가지 연습 방법이 있다. 명상은 연습의 바탕이 된다. 단순 도형을 이용하는 방법도 있다. 떠오르는 생각중 어느 생각이 투시인지 구별할 수 있게 됐다면 잘 연습한 거다. 사람마다 개인차가 있다. 대부분의 사람이 연습하면 할 수 있다. 그러나 집착하지 않는 것이 연습에나 그 외에나 좋다. 투시는 할 수 있더라도 연습하지 않으면 며칠 후에 잘 안되는 경우가 많이 있다.

### 명상
가부좌, 또는 반가부좌를 하고 온 몸을 이완한다. 눈을 감고 눈앞의 명암을 의식한다. 공간을 의식하는 건 아니다. 그리고 편안히 있는다. 호흡은 평소대로 한다. 떠오르는 생각을 의식하지 않는다. 일부러 없애려고 할 필요는 없다. 명상은 다른 초능력 개발에도 중요하다. 그러나 초능력 개발에 너무 집착하지 않는 것이 좋다.

### 도형을 이용한 연습
원, 육각형 등 단순 도형을 종이에 그리고, 벽에 붙인다. 가부좌, 또는 반가부좌로 앉아서 도형을 오래 바라본다. 그리고 눈을 감으면 그 도형의 형태가 잔상으로 보이는데 그걸 계속 바라본다. 이걸 바라보는 것만이 중요한 건 아니며, 잔상은 눈앞에 집중하기 위해 사용한다. 무의식적으로 떠오르는 생각을 느낀다. 안과 질환이 있다면 하지 않는 것이 좋고, 그렇지 않더라도 너무 오래하지 않는다. 문제가 생길 경우 중단해야 한다.

## 같이 보기
- 아우라 (에너지)
- 유체이탈
- 영매
- 예지
- 초감각적 지각
- 과학적 회의주의
- 공시성